# Кликунене, Ванда Стяпоновна
Ванда Стяпоновна Кликунене — советский хозяйственный и политический деятель.

## Биография
Родилась в 1937 году в Палеписе. Член КПСС с 1962.
Окончила Вильнюсский государственный университет.
В 1962—1964 гг. — заведующая отделом, секретарь Вильнюсского горкома ЛКСМ Литвы.
В 1964—1968 гг. — инструктор Вильнюсского горкома КП Литвы.
В 1968—1972 гг. — секретарь ЦК ЛКСМ Литвы.
В 1972—1976 гг. — заместитель министра просвещения Литовской ССР.
В 1976—1985 гг. — второй секретарь Вильнюсского горкома КП Литвы.
В 1985—1989 гг. — заместитель председателя Президиума Верховного Совета Литовской ССР.
Избиралась депутатом Верховного Совета Литовской ССР 10-11-го созывов, народным депутатом СССР. Делегат XXVIII съезда КПСС.
Жила в Литве.

## Награды
- Орден Дружбы народов (1986)
- Орден Знак Почёта (09.09.1971)